# Jacqueline Roumeguère-Eberhardt
Pour les articles homonymes, voir Eberhardt.
Jacqueline Roumeguère-Eberhardt, née le 27 novembre 1927 à Elim dans la province du Transvaal, en Afrique du Sud et morte le 29 mars 2006 à Nairobi au Kenya, est une anthropologue française. Elle a été directrice de recherche au CNRS spécialiste de l'Afrique.
Elle a mené des recherches pionnières en Afrique australe (chez les Venda, Lemba, Tsonga, Shonas, Lozi, Bushmen), en Centrafrique (chez les Gbaya) et au Kenya (chez les Maasai, Samburu, El Molo, Rendille et sur les hominidés non-identifiés), qui l'ont amenées à développer le projet de géographie totémique de l'Afrique. Au cours de sa carrière, elle a récolté de nombreux matériaux de terrain déposés au musée du quai Branly en 2011. 

## Biographie
Jacqueline Eberhardt naît dans la province du Transvaal, actuelle province du Limpopo), dans une famille de missionnaires protestants suisses installés depuis la fin du XIXe siècle au nord Transvaal, elle grandit dans une ferme. Elle fait ses études secondaires à la Pretoria High School for Girls. 
À la puberté, elle est initiée chez les Tsonga en compagnie des enfants de sa nourrice, puis chez les princesses venda où elle reçoit une initiation ésotérique. Elle fait ses études à l’université de Johannesburg, où elle obtient un master. Elle devient présidente de l’Association des étudiants chrétiens et organise des cours du soir d’alphabétisation pour adultes africains. Elle se lie d’amitié, en lui apportant un soutien scolaire, à Eduardo Mondlane, le dirigeant du FRELIMO, luttant pour l’indépendance du Mozambique et mort dans un attentat en 1969. Mais son militantisme anti-apartheid lui vaut menaces et gardes à vue, et la contraint à quitter son pays pour la France en 1948.
Elle poursuit ses études à Paris, où elle s’inscrit en études doctorales à la faculté des lettres et à l'École des hautes études en sciences sociales, où elle suit les séminaires de Georges Gurvitch, Claude Levi-Strauss, Roger Bastide, Marcel Griaule, Maurice Merleau-Ponty. Après son doctorat, elle entre au CNRS en 1954.
Elle épouse Pierre Roumeguère (d)  rencontré en 1955, et, en 1960, ils séjournent en Afrique australe. Ses écrits abordent le système de pensée des Bantous du Sud-Est, reposant sur une dialectique de complémentarité antagoniste, aux antipodes de la pensée cartésienne française. Ceci est publié en 1963 à l’invitation de Claude Levi-Strauss dans les « Cahiers de l’Homme ».
Ses recherches la conduisent ultérieurement à séjourner en Afrique du Sud, au Zimbabwe, en Zambie, au Botswana, en Centrafrique et au Kenya. Elle s’estime dans sa pensée africaine plus sociologue qu’ethnologue, et découvre les Maasai en 1966. Partie pour une mission de trois mois, elle reste dix ans.
En mai 1968, elle enseigne l’histoire des religions à la Sorbonne. Elle s’intéresse en 1978 aux récits évoquant l’existence d’hominidés non identifiés dans les forêts du Kenya, suscitant le scepticisme de Richard Leakey et le soutien, lors d’un colloque, d’André Leroi-Gourhan. Elle écrit un récit autobiographique, intitulé Quand le python se déroule, en 1988, et elle reçoit en 1996 des mains des rois du Bénin la distinction de chef Majeobaje.
De 1985 à 1992 elle réalise pour la télévision des films sur les Maasai, et monte les films tournés dans les années soixante sur les cérémonies du Zimbabwe.
Elle écrit le chapitre consacré aux mythes et croyances de l’Afrique australe, dans l'Encyclopédie des mythes et croyances du monde entier des Éditions Lidis, en 1985.
Elle prend sa retraite académique, et poursuit des recherches sur un peuple monothéiste du nord du Kenya, les Rendille, restées inédites. Elle participe à la Conférence inter-traditions organisée à l'Unesco en 1997 en présence du Dalaï-lama, en organisant la venue d’hommes religieux d’Afrique. Elle obtient la présence du Chef suprême du vaudou du Bénin et d’un devin Rendille du Kenya, à ce séminaire qui se tient à Karma-Ling, en Savoie.
En 2004, elle retourne au Botswana, 45 ans après son expédition de 1959 à la recherche de la Cité perdue du Kalahari. En 2005, elle écrit « Mission terre terminée, quelle sera ma prochaine mission ? ». Elle meurt des suites d’une insuffisance cardiaque le 29 mars 2006. 

### Archives
- La bibliothèque personnelle de Jacqueline Roumeguère-Eberhardt est déposée en 2011 à la Bibliothèque Éric de Dampierre du LESC (Laboratoire d'ethnologie et de sociologie comparative, UMR 7186, CNRS, à la Maison René Ginouvès d'archéologie et d'ethnologie[5].
- Les archives papier, photo, sonores et vidéo ont été déposées en 2011 à la médiathèque du musée du quai Branly à Paris et ont été numérisées en 2012. Le détail de ce fonds privé est consultable sur les catalogues du musée[6].

## Publications

### Ouvrages
- Pensée et société africaines : essais sur une dialectique de complémentarité antagoniste chez les Bantu du Sud-Est, rééd. Éditions Publisud, 1986, 99 p.
- "Le signe du début" de Zimbabwe : facettes d'une sociologie de la connaissance, Éditions Publisud, 1982, 199 p..
- Les Maasai : guerriers de la savane, illustrations de Yann Arthus-Bertrand), Éditions Berger-Levrault, 1984
- Quand le python se déroule, Éditions Robert Laffont, 1988.

- Prix Monsieur et Madame Louis-Marin de l’Académie des sciences d’outre-mer.
- Dossier X. Les hominidés non identifiés des forêts d'Afrique, Robert Laffont, 1990, 215 p. (lire en ligne).
- Pensée et société africaines, essais sur une dialectique de complémentarité antagoniste chez les Bantu du Sud-Est, EHESS, Paris-La Haye, Mouton, 1963, 99 p.
- (dir.) La relativité culturelle. Hommage à Georges Gurvitch (mélanges), Éditions Publisud, 1985  (ISBN 9782866006983)

### Ouvrages collectifs
- Exorcisme des démons et phénomènes de possession dans Contributions à la rencontre de Bouaké, octobre 1963, Le Seuil
- Textes rituels tsonga, venda, karanga/kalanga, 'xung et gukwe dans Recueil de textes sacrés africains, édité par Louis Vincent Thomas, Université de Dakar, 1966
- Le messianisme sud-africain dans L'Encyclopédie de La Pléiade, Histoire des religions, Tome III.
- Totems et sociologie de l'épistémologie africaine : base d'une microhistoire dans Contribution à la sociologie de la connaissance, Cahiers 1, Anthropos, 1967
- La divination en Afrique australe dans L'Encyclopédie de La divination, Puf, Paris, 1968
- La double intelligence du monde : essai sur l'écart entre l'idéal et le vécu en Afrique australe dans Hommage à Georges Gurvitch, Perspectives de la sociologie contemporaine, Presses universitaires de France, Paris, 1968
- Invocation au dieu suprême : Mwali dans Textes sacrés d'Afrique noire, Gallimard, 1985
- Textes initiatiques des Tswana dans Textes sacrés d'Afrique noire, Gallimard, 1985
- Mythes et croyances de l’Afrique australe dans Mythes et croyance du monde entier, Tome III. Lidis/Bepols, 1985
- La règle du jeu maasai dans Ethnologiques : hommage à Marcel Griaule, Hermann, Paris 1987
- 'La relativité culturelle : hommage à Georges Gurvitch, Publisud, 1995
- La persistance chez les esclaves des identités claniques au moyen du culte des Vodun et Orisha dans La chaine et le lien, Édition Unesco, 1998
- Maasai, tradition orale dans Encyclopédie philosophique universelle, Puf, Paris, 1998
- Poupées de fertilité et figurines d’argile dans  Françoise Dolto, Jeu de poupées, Mercure de France, 1999

### Articles
- « Divers aspects du mariage chez les Venda » in Journal des africanistes, 1955, no 25, p. 77-88 [lire en ligne].
- « Messianisme en Afrique du Sud » in Archives de sociologie des religions, no 4, juillet-décembre 1957, p. 31-56 [lire en ligne].
- « Acculturation et culte de possession chez les Bantu du sud-est », in Le monde non-chrétien, no 43, décembre 1957.
- « La notion de vie : base de la structure sociale Venda » in Journal des africanistes, 1957, no 27/2, p. 183-196 [lire en ligne].
- « The mythical python among the Venda and the Fulani » in Archiv for Volkerkunde, 1958.
- « Poupées de fertilité et figurines d'argile : leurs lois initiatiques », avec Pierre Roumeguère, in Journal de la Société des africanistes, 1960 [lire en ligne], p. 205-223
  - (en) « Human clay figurines and fertility dolls : their iniatic laws » in Proceedings of the First International Congress of African Culture, National Gallery, Harare, 1962.
- « Les dynamismes internes des systèmes de parenté » in Cahiers internationaux de sociologie, vol. XXX, 1961.
- « Sociologie de la connaissance et connaissance mythique chez les Bantu » in Cahiers internationaux de sociologie, vol. XXXV, 1963.
- « Actualité de l'œuvre de Maurice Leenhardt pour les études africanistes » in Le monde non-chrétien, no 71-72,  juillet-décembre 1964.
- « La nécessité rituelle chez les Maasai » in Africa Revista do Estudos Africanos, (éditions à préciser), 1985.
- « Dialectiques des pouvoirs et sanctions chez les Maasai » in Droit et cultures, no 13, Éd. de la Maison des sciences de l'homme (à préciser), 1987

### Filmographie
Films sur l'Afrique australe
- Les danseurs de la pluie, 10 min, 1982
- Jeux d'enfants, 9 min, 1982
- Rites du Zimbabwe : ZCC, 26 min, 1984
- Le python se déroule, 26 min, 1984

Films sur les Maasai
- Le taureau strié, 16 mm, couleur, 52 minutes, 1985 (diffusé sur A2). Réalisation : Isabelle Roumeguère et Jacqueline Roumeguère-Eberhardt, coproduction : Azakili Films / A 2
- « Je veux être circoncis »
- Les nouveaux guerriers maasai, 16 mm, couleur, 52 minutes, 1987 (diffusé sur FR3). Réalisation : Jacqueline Roumeguère-Eberhardt et Meitamei ole Kapusia ; production : Azakili Films et FR3 1987
- Adieu beau guerrier, 16 mm, couleur, 19 minutes, 1987 (diffusé sur TF1), un film de Jacqueline Roumeguère-Eberhardt. Production : Azakili Films 1987
- Eunoto : une cérémonie maasai, 16 mm, couleur, 52 minutes, 1987 (diffusé sur F3), un film de Jacqueline Roumeguère-Eberhardt et Meitamei ole Kapusia
- Vies parallèles, 52 min, 1990 (diffusé sur F3)

Nominations aux festivals
- La Mostra, Venise, 1985
- Margaret Mead Film Festival, Muséum américain d'histoire naturelle, 1985
- Festival du film ethnologique, Musée de l'Homme, Paris, 1985
- London Film Festival, 1984 et 1986
- Festival du film psy, Loriquin, 1985
- Festival du film sociologique, Bruxelles, 1986, 1993